# منطقه تسوئن وان
منطقه تسوئن وان (به لاتین: Tsuen Wan District) یکی از مناطق هجده‌گانه هنگ کنگ در چین است. منطقه تسوئن وان ۶۰٫۷۰ کیلومتر مربع مساحت و ۳۱۸٬۹۱۶ نفر جمعیت دارد.